# Landsmannschaft Ulmia Tübingen
Die Landsmannschaft Ulmia ist die älteste Studentenverbindung an der Eberhard Karls Universität Tübingen. Sie wurde am 6. November 1815 gegründet. Sie ist ein pflichtschlagender Männerbund und gehört zu den ältesten Verbindungen des Coburger Convents und Deutschlands. Das Verbindungshaus befindet sich in der Stauffenbergstraße 10/1 auf dem Österberg.
Farbentragen, Fechten, Traditionen sind der Ulmia wichtig, aber letztlich doch marginal, Grundprinzip des Bundes ist die unverbrüchliche Lebensfreundschaft.

## Couleur und Wahlspruch

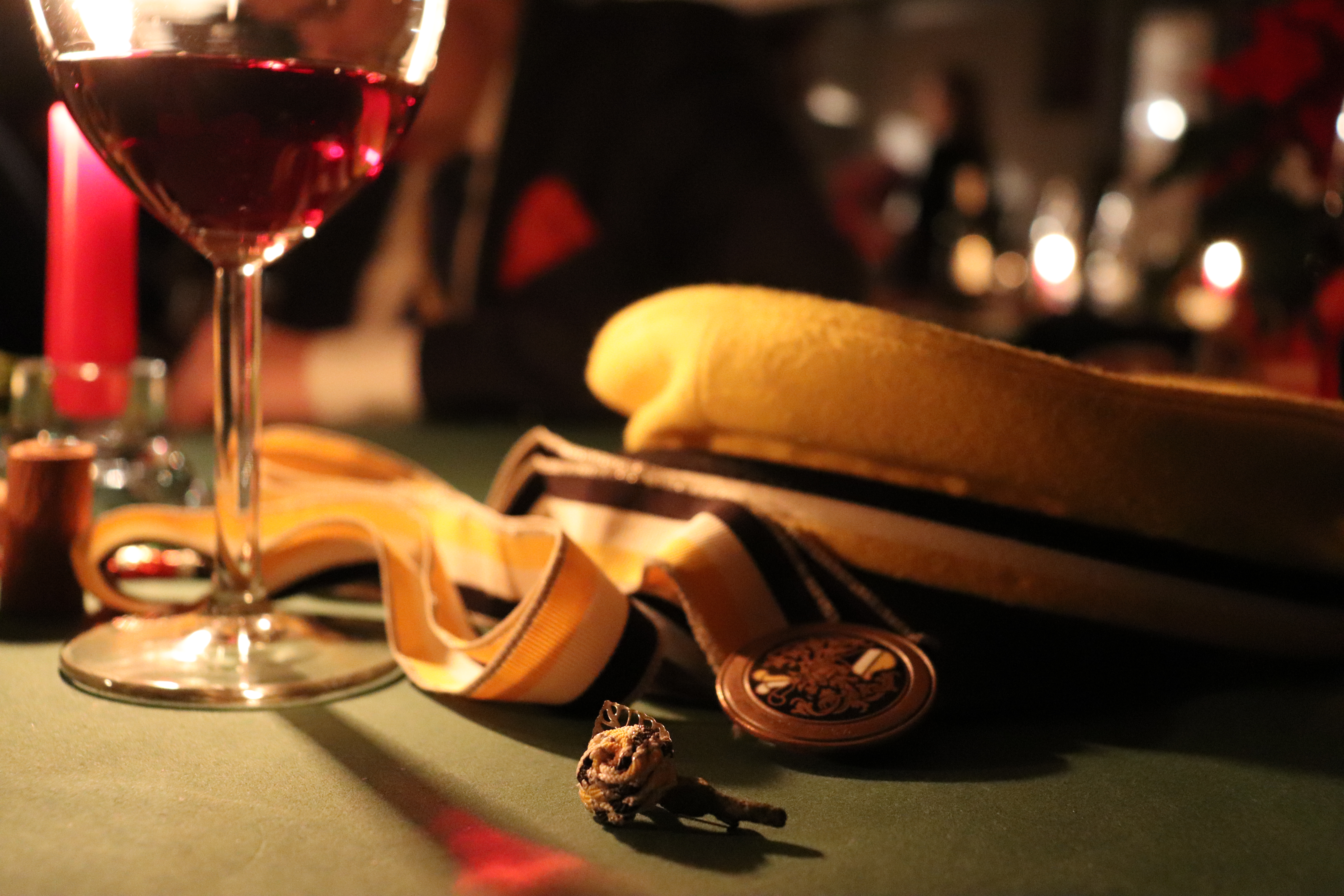
Couleur der Landsmannschaft Ulmia

Das Burschenband hat die Farben schwarz-weiß-gelb mit silberner Perkussion, das Fuxenband schwarz-gelb mit silberner Perkussion. Dazu wird eine gelbe Studentenmütze im Format mittlerer Teller getragen. Die Mütze der Burschen hat dabei die umlaufenden Burschenfarben, die Fuchsenmütze die umlaufenden Fuchsenfarben mit silberner Perkussion.
Ihr Wahlspruch lautet: Ehre, Freiheit, Eintracht!

## Geschichte

### Vorgeschichte
Bereits vor der offiziellen Gründungskonstitution von 1815 taucht die „Ulmia“ in verschiedenen Quellen auf. K. Klüpfel berichtet von einer „Ulma“, die sich zwischen 1805 und 1810 zu einer „Danubia“ erweitert haben soll. W. Fabricius spricht von 1803 und P. Beck erwähnt in dem „Academischen Monatshefte“ 1905 über die „die Anfänge des SC in Tübingen“ ebenfalls eine Ulma, die sich 1805 aufgelöst und in eine Danubia mit den Farben schwarz-weiß verwandelt haben soll. Da jedoch alle Autoren keine Quellen angeben, können diese Berichte nur als ungesichert betrachtet werden. Sicher ist jedoch, dass nach der Eingliederung Ulms in das württembergische Gebiet im Jahr 1810 durch die napoleonischen Gebietsreformen, Ulmer Landsleute in größerer Zahl in den Matrikeln der Universität Tübingen auftauchten. Zuvor gab es Zusammenschlüsse Ulmer Studenten in Straßburg, Altdorf, Erlangen, Landshut, Jena etc. Die wenigen Ulmer Studenten vor 1810 waren allerdings bereits in der Obersuevia von 1808 organisiert. Vier Ulmer waren maßgeblich an der Rekonstitution der Obersuevia von 1812 beteiligt und ihre Namen tauchen auch in der Gründungsatzung von 1815 wieder auf. Für das Jahr 1813 ist ein geheimes, weil verbotenes „Ulmer Kränzchen“ im Evangelischen Stift mit Farben und „Hauübungen“, also offenbar korporativem Charakter, belegt. Deren Namen finden sich auch in den Protokollen der 1815 neu gegründeten Korporation.

### Gründungszeit
Am 6. November 1815 wurde von neun Studenten – drei Stadtulmern, drei Oberschwaben und drei Altwürttembergern – ein landsmannschaftliches Corps mit den Farben schwarz-weiß-gelb und dem Wahlspruch „Mein Gott, mein Vaterland, mein Schwert“ gestiftet, dessen Statuten und Protokollbücher noch existieren und von Oskar Schuh, Rainer Assmann und Georg Schmidgall transkribiert und veröffentlicht wurden. Die neue Verbindung blühte rasch auf und war Mitglied des Tübinger Seniorenconvents.
Behördliche Untersuchungen, aufgeflogene Duelle, Verbote und strenge Bestrafungen zwangen zu Geheimhaltung, immer wieder neuen Konstitutionen und Namensänderungen – Würtembergia, Ulma, Danubia und wieder Ulma. Statuen und Verzeichnisse mussten oft hastig vernichtet werden. Die Mitglieder sind dennoch durch Briefe, Stammbücher und Pfeifenköpfe gut dokumentiert.
In der Zeit der Demagogenverfolgung und in der Hofackerzeit (Regierungskommissar Hofacker verfolgte im Auftrag der Landesregierung 1825–1829 alle studentischen Verbindungen, mittels Denunziation und sogar Militär, letztlich erfolglos) und danach werden dokumentarische Nachrichten über alle studentischen Verbindungen naturgemäß immer seltener; bis dann gegen Ende der 1830er Jahre, nach einer gewissen Liberalisierung und Lockerung der behördlichen Restriktionen, wieder vermehrt Dokumente erhalten sind.
Am 6. November (dem Stiftungstag von 1815!) 1840 rekonstituierten 9 Ulmer Stadtstudenten im Bewusstsein der älteren Tradition die landsmannschaftliche Gesellschaft „Ulmia“, mit den Farben schwarz-weiß-schwarz, im Gasthaus Denneler am Markt zu Tübingen. Diese Ulmer trugen erst schwarze, ab 1845 weiße und ab 1853 (aus Abneigung gegen Preußen) gelbe Mützen – im Format, wie heute.
Die Ulmia war immer eine relativ kleine, arme Verbindung, dabei liberal, weltoffen, trinkfest, fechtfreudig und aufmüpfig, immer argwöhnisch von den Behörden beobachtet. Erstaunlich wie viele Mitglieder dieser „streng zu beobachtenden Gesellschaft“ – wie es in den Strafakten heißt – nach dem Studium trotzdem loyal und erfolgreich dem Staat dienten. Im 19. Jahrhundert gab es in den damals 63 württembergischen Oberämtern nicht weniger als 24 Oberamtmänner, Oberamtsrichter, Oberamtsärzte, außerdem 11 höhere und höchste Justizbeamte, 8 Landtagsabgeordnete, zahlreiche Stadträte, Dekane, Kanzleidirektoren, Stadtschultheißen und Bürgermeister. Daneben etliche Wissenschaftler, Universitäts- und Gymnasialprofessoren.
Von den 286 Mitgliedern des 19. Jahrhunderts wurden viele vom württembergischen König mit hohen Orden ausgezeichnet und zehn persönlich geadelt.

### Suspension und Rekonstitution
Am 2. November 1863 musste die Ulmia wegen Mitgliedermangel suspendieren.
Ein erfolgversprechender Rekonstitutionsversuch 1879 misslang, da gleich im zweiten Semester eine große Paukerei aufflog und die noch nicht einmal vollständig bezahlten Waffen konfisziert, viele Beteiligte bestraft oder von der Universität verwiesen wurden und die Hauptstifter auf der württembergischen Festung Hohenasperg einsitzen mussten. Mit Hilfe von Verbandsbrüdern der Ghibellinia Tübingen, Guilelmia Berlin und Paleomarchia Halle konnte die Ulmia am 1. Juli 1887 aber dann doch – und jetzt endgültig – rekonstituiert werden und blühte rasch auf.
Während im 19. Jahrhundert die Theologen meist in der Überzahl waren, dominierten seit 1887 Mediziner – drei Generalärzte – Zahnärzte, Chemiker und Rechtsanwälte – auch höhere Justizbeamte – und Philologen die Ulmia.

### Die Zeit der zwei Weltkriege
1936 wurde die Ulmia, wie alle anderen Verbindungen, durch die Nationalsozialisten aufgelöst. Es gab kein Aktivenleben mehr auf dem Haus, aber der Altherrenverein blieb bestehen und der Zusammenhalt unter den Bundesbrüdern war ungebrochen. Es konnten sogar noch Tanzveranstaltungen, AH-Treffen und Stiftungsfeste auf dem Ulmerhaus stattfinden, das, nachdem die Zusammenarbeit mit einer studentischen NS-Kameradschaft gescheitert war, inzwischen an die SS-Standarte Tübingen vermietet worden war.
Im Ersten Weltkrieg sind 18, im Zweiten Weltkrieg 30 Bundesbrüder gefallen.

### Nachkriegszeit bis heute
Dem rührigen Werben und Trommeln der Alten Herren Karl Röderer und Fritz Scheuffele ist es zu verdanken, dass am 30. April 1949 die Ulmia mit acht Aktiven und etwa 200 Alten Herren rekonstituiert werden konnte. Die alten Traditionen und der Fechtbetrieb konnten allerdings erst 1951 wieder aufgenommen werden.

## Korporationshaus

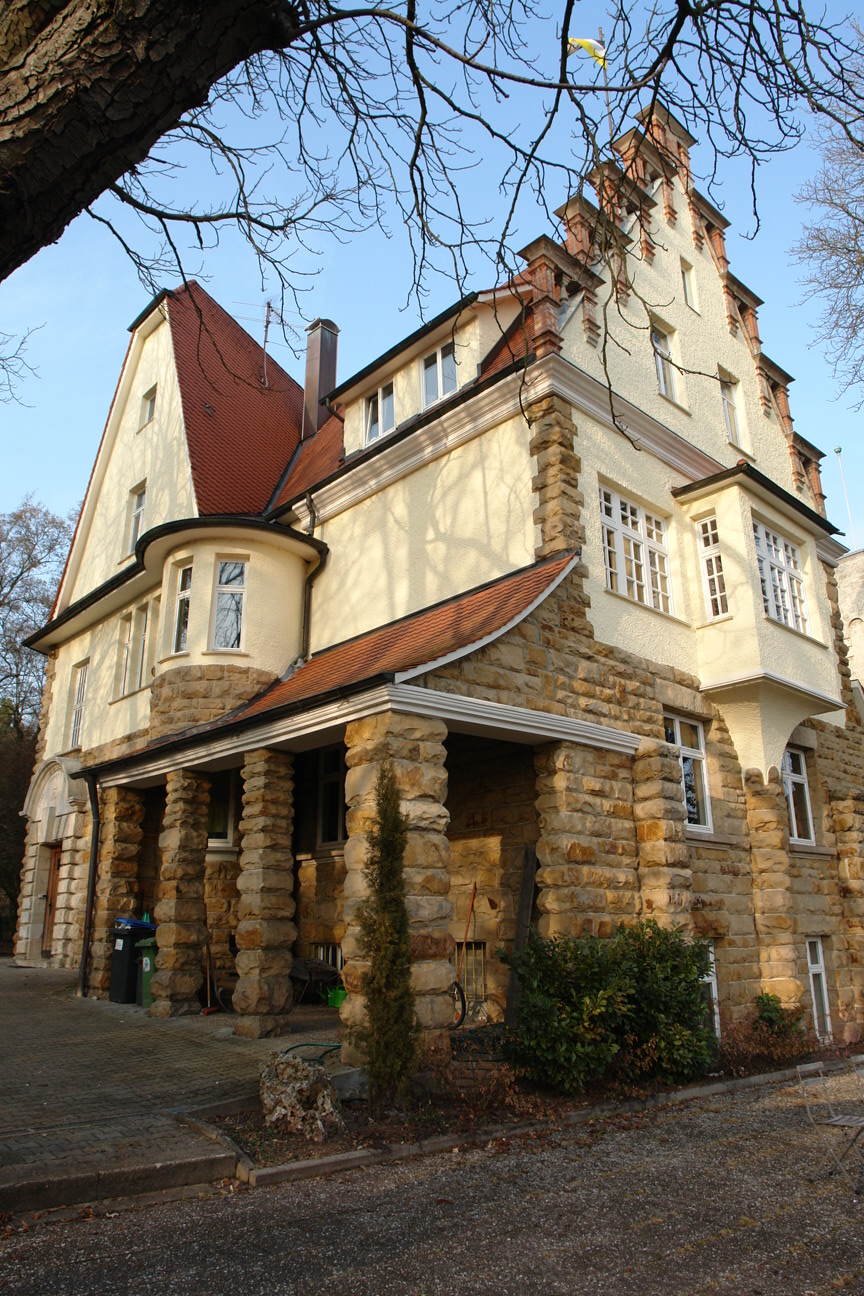
Verbindungshaus der Landsmannschaft Ulmia (erbaut 1908)

Im Jahr 1908 konnte von der relativ kleinen Altersherrenschaft nach Ausräumung etlicher Schwierigkeiten, großer Opfer und mit vielen Schulden das Korporationshaus der Ulmia, das Ulmerhaus, auf dem Österberg gebaut und von der Aktivitas bezogen werden.
Nach der Auflösung der Ulmia in 1936 gab es kein Aktivenleben mehr auf dem Haus. Das Haus wurde dann zunächst von einer studentischen NS-Kameradschaft genutzt und später von der SS-Standarte Tübingen. Nach Kapitulation und Kriegsende 1945 wurde das Ulmerhaus von den einmarschierten Franzosen beschlagnahmt und wurde Sitz der Gendarmerie bzw. Leibwache des im benachbarten Rhenanenhaus residierenden Gouverneurs der französischen Besatzungszone.
1952 wurde das Ulmerhaus von den Franzosen geräumt und konnte von der Aktivitas wieder als Mittelpunkt ihres Studentenlebens bezogen werden.

## Bekannte Mitglieder
- Friedrich von Römer (1794–1864), Kriegsrat, Landtag Führer der liberalen Opposition, im Frankfurter Nationalparlament, Justizminister, Ministerpräsident, Präsident des württembergischen Landtages, geadelt und Alterspräsident des Landtages
- Johann Michael Lindenmayer (1796–1858), württembergischer Oberamtmann
- Konrad Dietrich Haßler (1803–1873), Pädagoge, Theologe, Orientalist, Philologe, Politiker und Denkmalpfleger
- Moritz Schad von Mittelbiberach (1821–1902), württembergischer Rittergutsbesitzer und Landtagsabgeordneter sowie Landgerichtspräsident
- Karl Adolf Camerer (1823–1893), württembergischer Oberamtmann
- Carl Ludwig von Golther (1823–1876), Kultusminister von Württemberg, Ministerpräsident
- August Roger (1823–nach 1887), württembergischer Oberamtmann
- Julius Gös (1830–1897), Stadtschultheiß (1874), Oberbürgermeister von Tübingen (1887–1897)
- Karl von Schmid (1832–1893), Stadtschultheiß in Munderkingen, Politiker (Nationalliberale Partei, Deutsche Reichspartei) und Innenminister des Königreichs Württemberg
- Michel Buck (1832–1888), Oberamtsarzt in Ehingen, Mundartforscher, Kulturhistoriker und schwäbischer Dialektdichter
- Otto Keller (1838–1927), Professor der klassischen Philologie in Freiburg, Ehrenmitglied zahlreicher wissenschaftlicher Gesellschaften
- Franz Georg Mesmer (1834–1905), württembergischer Oberamtmann
- Albert Baun (1836–nach 1910), württembergischer Oberamtmann
- Franz Gaißer (1838–1914), württembergischer Oberamtmann
- Karl Theodor Wenzelburger (1839–1918), Journalist, Redakteur, Historiker
- Adolf Göbel (1840–1895), württembergischer Oberamtmann
- Albert von Schnürlen (1843–1926), württembergischer General der Infanterie und Kriegsminister
- Heinrich von Wagner (1857–1925), Oberbürgermeister von Ulm
- Hermann Haußer (1867–1927), Oberbürgermeister von Tübingen
- Polykarp Pflieger (1867–1932), Oberamtmann von Vaihingen und Ehingen
- Gustav Abel (1869–1939), württembergischer Oberamtmann und Landrat
- Karl Kircher (1874–1939), württembergischer Oberamtmann und Landrat
- Joachim Hinkel (1887–1963), Landrat von Wolfenbüttel und Bürgermeister von Bad Harzburg
- Walther Baerwolff (1896–1969), Lehrer und Politiker (DNVP), Landtagsabgeordneter, Reichstagsabgeordneter, Mitglied des Bayerischen Landtags, wehrte sich 1933 gegen die Machtübernahme der NSDAP
- Oskar Epha (1901–1982), Präsident des Landeskirchenamtes in Kiel
- Heinrich Nietmann (1901–1961), Mitglied des Reichstags (NSDAP)
- Kurt Lindemann (1901–1966), Orthopäde, Hochschullehrer und Rektor der Universität Heidelberg
- Wilhelm Schöneck (1902–1974), erster Regierungspräsident von Nord-Württemberg
- Gerd Huber (1921–2012), Ordinarius der Psychiatrie und Neurologie, Begründer und Ehrenvorsitzender der internationalen Arbeitsgemeinschaft für Psychosenforschung
- Günther Oettinger (* 1953), Politiker (CDU), Ministerpräsident von Baden-Württemberg, EU-Kommissar
- Rainer Wieland (* 1957), Rechtsanwalt und Politiker (CDU), Vizepräsident des Europäischen Parlaments, Präsident der überparteilichen Europa-Union
- Harald Jatzke (* 1959), Honorarprofessor der Universität Tübingen, Vorsitzende Richter am Bundesfinanzhof in München
- Andreas Schütze (* 1963), Ministerialdirektor a. D. und Ministerialdirigent im Ministerium für Inneres, Digitalisierung und Migration[10]
- Gunther Krichbaum (* 1964), Politiker (CDU) und Mitglied des Bundestags

### Ungedruckte Quellen
- Bergman, Joachim-Hans: Hand- und maschinenschriftliche Notizen im Archiv der Landsmannschaft Ulmia zu Tübingen.
- Haßlerbriefe im Stadtarchiv Ulm (G 2; H CD Haßler 48-71).
- Protokollbücher der Disziplinarkommission Universitätsarchiv Tübingen (UAT).
- Protokolle des Justitiaramtes im Universitätsarchiv Tübingen (UAT).
- Repetentenannalen im Stiftsarchiv Tübingen.
- Schmidgall, Georg: Abschrift aus Eiferts Erinnerungen, o. J. UAT (214/160).
- Stammbuchsammlung des Universitätsarchives Tübingen (UAT S 127 bis 128/94).
- Stammbuchsammlung des Institutes für Hochschulkunde Würzburg.
- Strafakten und Strafbücher (UAT 165/25, 243/3 bis 243 230, UAT 122/11, 166/14 und 243/2 und Strafverzeichnis 166/2)
- Terzi, Alfred Otto: Notizen zur Geschichte der Landsmannschaft Ulmia, Manuskript o. J. (ca. 1970).
- Traub, Fritz: Chronologisches Verzeichnis der frühen Ulmia, o. J.(UAT 214/42)
- Württembergische Landesbibliothek, Handschriftenabteilung.